# Mykola Jaroschenko

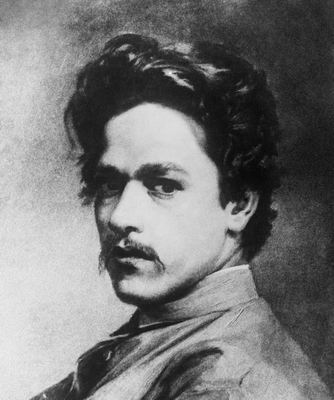
Mykola Jaroschenko

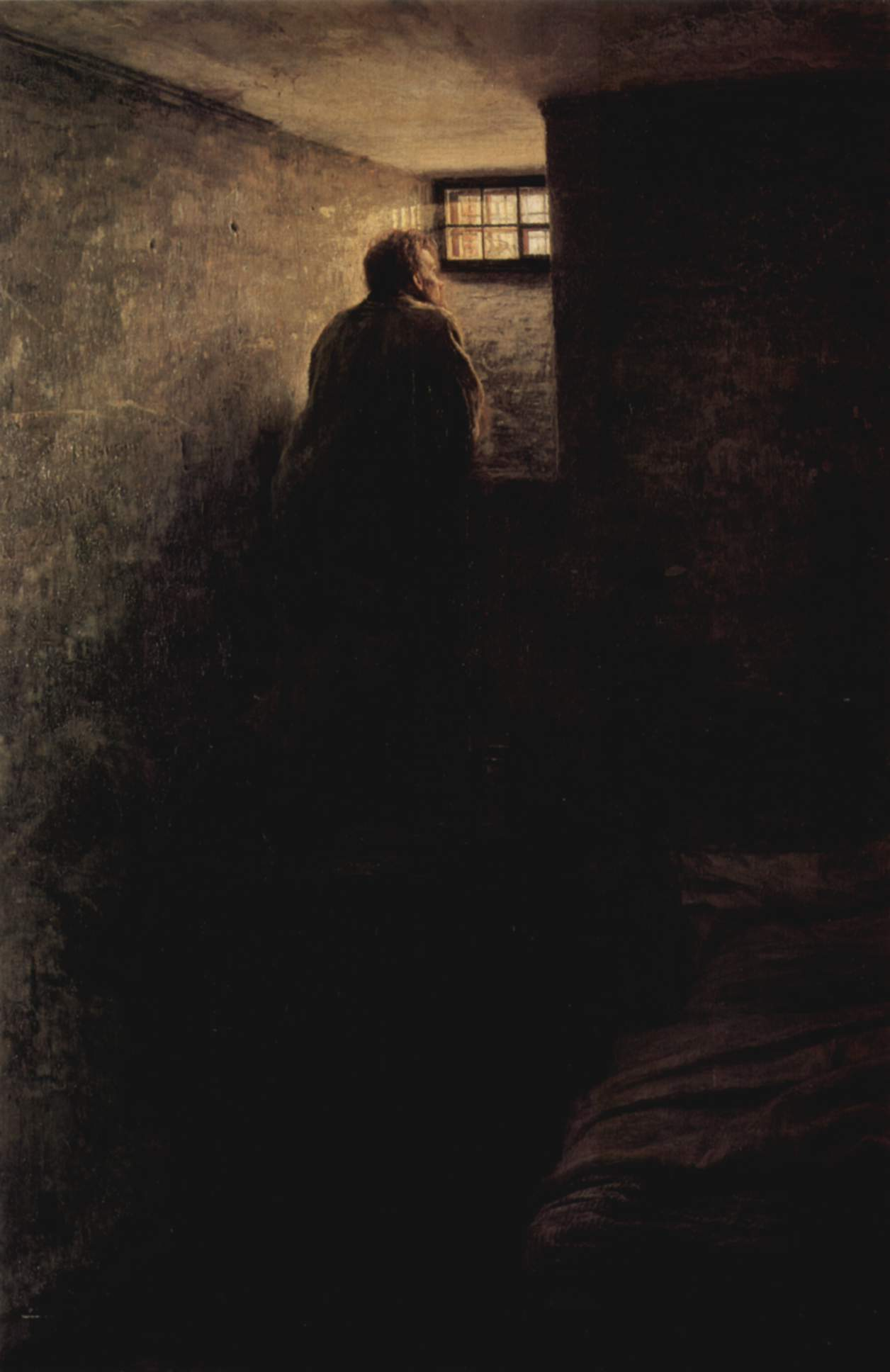
Der Gefangene (1878)

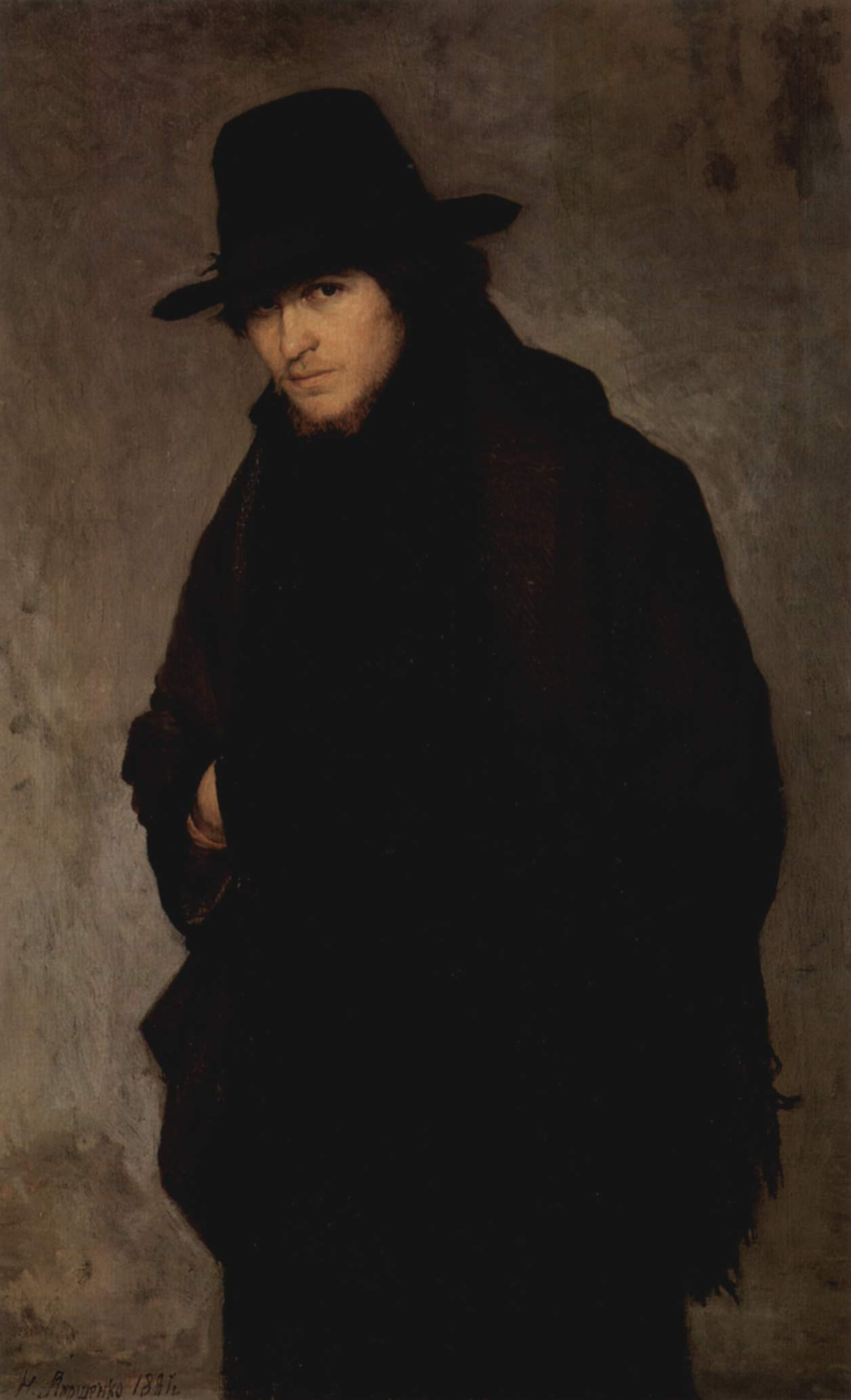
Der Student (1881)

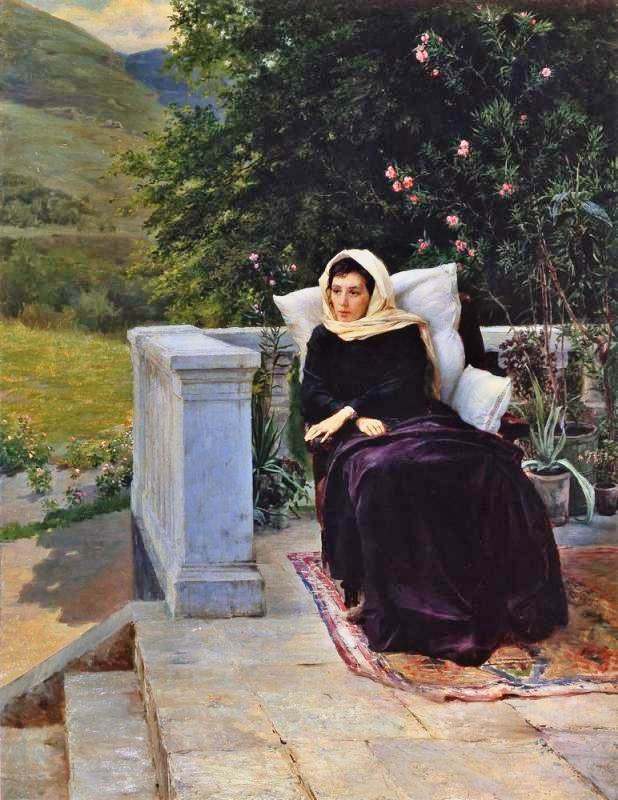
Im warmen Land (1890, dargestellt ist Anna Tschertkowa)

Mykola Oleksandrowytsch Jaroschenko (ukrainisch Мико́ла Олекса́ндрович Яроше́нко, russisch Николай Александрович Ярошенко / Nikolai Alexandrowitsch Jaroschenko; * 1. Dezemberjul. / 13. Dezember 1846greg. in Poltawa, Gouvernement Poltawa, Russisches Reich; † 25. Junijul. / 7. Juli 1898greg. in Kislowodsk, Oblast Terek, Russisches Reich) war ein Maler ukrainischer Herkunft im Russischen Reich.

## Leben
Mykola Jaroschenko war der Sohn eines ukrainischen Offiziers der Kaiserlich Russischen Armee, der ebenfalls die Militärlaufbahn einschlug und 1892 als Generalmajor in den Ruhestand ging. Neben seiner militärischen Ausbildung studierte er in der Zeit von 1866 bis 1867 an der Zeichenschule von Iwan Kramskoi; danach setzte er bis 1874 sein Studium an der Kaiserlichen Kunstakademie in Sankt Petersburg fort. Ab 1876 war er ein führendes Mitglied der künstlerischen Bewegung der Peredwischniki.
Nach Beendigung seiner militärischen Laufbahn lebte er vorrangig in Sankt Petersburg, um später nach Kislowodsk umzusiedeln. Er unternahm weite Reisen durch Russland, Europa, den Mittleren sowie den Nahen Osten.
Jaroschenko malte vorrangig Porträts sowie Genrebilder und Zeichnungen. In den letzten beiden Jahrzehnten des 19. Jahrhunderts war er einer der führenden Vertreter des Russischen Realismus in der Malerei. Seine Werke sind dem Post-Impressionismus zuzurechnen.

## Werke (Auswahl)
- Der Gefangene (1878)
- Der Student (1881)
- Dmitrij Mendelejew (1886)
- Im warmen Land (1890)
- Der Elbrus in Wolken (1894)
- Wladimir Solowjew, (1895)
- Leben ist überall

## Trivia
Deutschen Lesern von Kriminalromanen wurde das Bild Der Student von Jaroschenko vor allem dadurch bekannt, dass es auf sämtlichen Titelbildern der 'Fandorin'-Serie von Boris Akunin erscheint. Der Aufbau-Verlag montiert den dort dargestellten jungen Mann in diverse historische Bilder, wie z. B. The Letter von James Tissot. Der fiktive Ermittler Erast Petrowitsch Fandorin erhielt damit in Deutschland das Gesicht des Studenten.

## Eponyme
Der am 10. April 1983 entdeckte Asteroid (4437) Yaroshenko wurde 1991 nach Jaroschenko benannt.